# Tour de Berlín

El Tour de Berlín es una carrera ciclista por etapas disputada en el estado de Berlín, en Alemania.

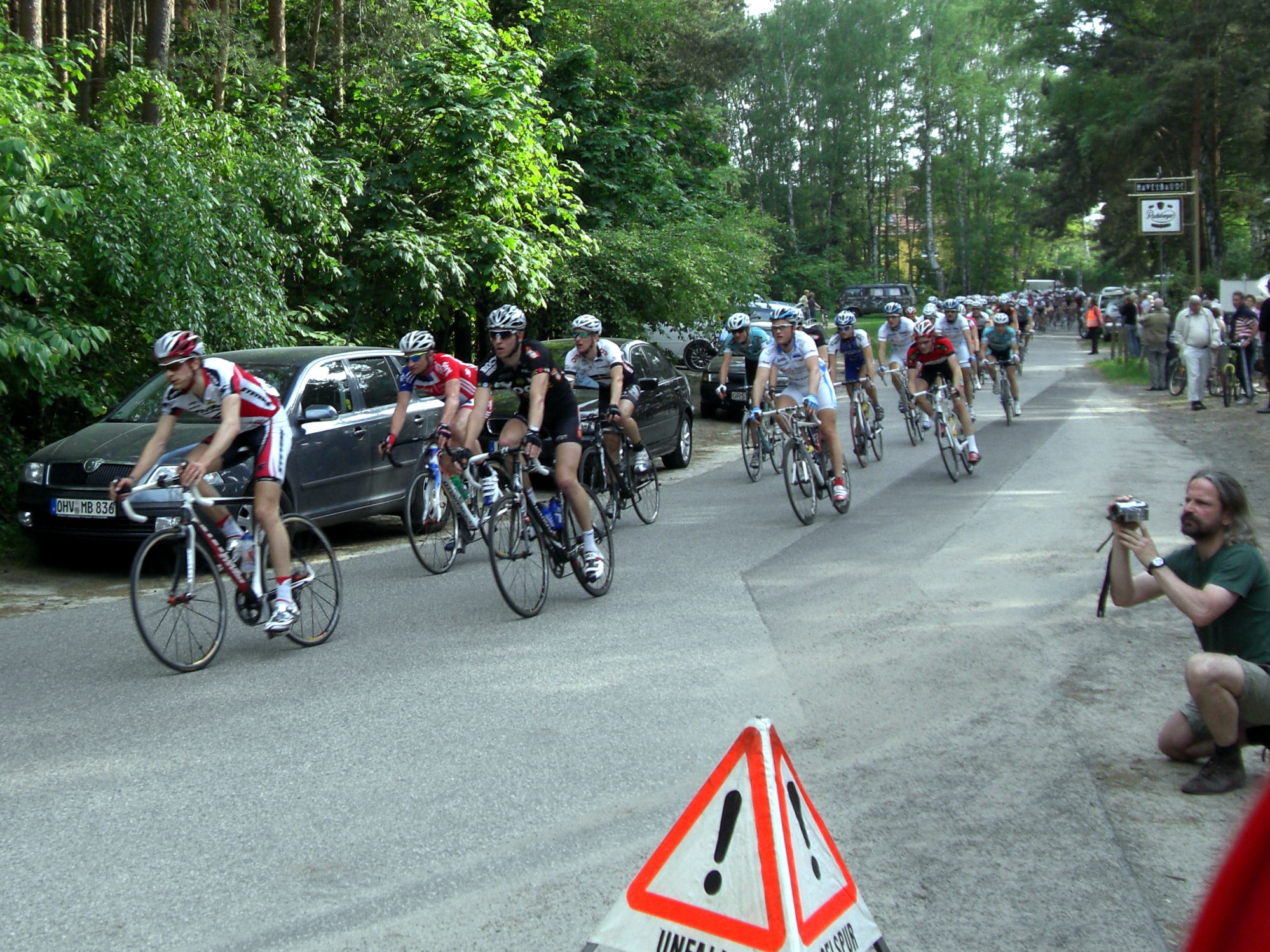
Tour de Berlín 2010.

Creada en 1953 se llamó Berliner Etappenfahrt hasta el año 2000. Desde la creación de los Circuitos Continentales UCI en 2005 forma parte del UCI Europe Tour, dentro de la categoría 2.2U (última categoría del profesionalismo limitada a corredores sub-23). 

## Palmarés
| Año                   | Ganador                | Segundo                | Tercero                |
| Berliner Etappenfahrt | Berliner Etappenfahrt  | Berliner Etappenfahrt  | Berliner Etappenfahrt  |
| --------------------- | ---------------------- | ---------------------- | ---------------------- |
| 1953                  | Willy Irrgang          | Yngve Lundh            | Albert Mussfeld        |
| 1954                  | Wolfgang Grupe         | Willy Irrgang          | Heinz Moltje           |
| 1955                  | Paul Maue              | Edi Ziegler            | Willy Irrgang          |
| 1956                  | Herbert Dahlbom        | Edi Ziegler            | Jos Hoevenaers         |
| 1957                  | Frans Aerenhouts       | Hans Matern            | Eligiusz Grabowski     |
| 1958                  | Emile Daems            | Albert Debremaeker     | Otto Altweck           |
| 1959                  | Hugo Verlinden         | Hans Schleuniger       | Horst Schellhammer     |
| 1960                  | Dieter Puschel         | Marcel Van Den Bogaert | Heinz Barth            |
| 1961                  | Roger de Breuker       | Karl Raab              | Cees Dieperink         |
| 1962                  | Georges Vandenberghe   | Owe Adamsson           | Burkhard Ebert         |
| 1963                  | Heinz Rüschoff         | Hans Furian            | Siegfried Koch         |
| 1964                  | Paul Horn              | Peter Glemser          | Roger Swerts           |
| 1965                  | Lutz Löschke           | Ortwin Czarnowski      | André Rosseel          |
| 1966                  | Burkhard Ebert         | Manfred Mücke          | Ludwig Troche          |
| 1967                  | Burkhard Ebert         | Gösta Pettersson       | Manfred Mücke          |
| 1968                  | Ortwin Czarnowski      | Burkhard Ebert         | Mogens Frey            |
| 1969                  | Burkhard Ebert         | Klaus Simon            | Hanno Podbielski       |
| 1970                  | Verner Blaudzun        | Bill Sejer Nielsen     | Sven-Åke Nilsson       |
| 1971                  | Burkhard Ebert         | Jørgen Emil Hansen     | Magne Orre             |
| 1972                  | Erwin Tischler         | Leif Hansson           | Sven-Åke Nilsson       |
| 1973                  | Andreas Troche         | Burckhard Bremer       | Erwin Derlick          |
| 1974                  | Thorleif Andresen      | Wilfried Trott         | Tom Martin Biseth      |
| 1975                  | Jürgen Kraft           | Harry Hannus           | Rainer Podlesch        |
| 1976                  | Hans Michalsky         | Hans Aemisegger        | Rudy Pevenage          |
| 1977                  | Rainer Podlesch        | Olaf Paltian           | Harry Hannus           |
| 1978                  | Volker Kasun           | Henning Jørgensen      | Wim van Steenis        |
| 1979                  | Morten Sæther          | Dag Erik Pedersen      | Ole Kristian Silseth   |
| 1980                  | Harry Hannus           | Olaf Paltian           | Peter Becker           |
| 1981                  | Michael Marx           | Peter Becker           | Sixten Wackström       |
| 1982                  | Peter Becker           | Rainer Podlesch        | Frank Plambeck         |
| 1983                  | Morten Sæther          | Kari Myyryläinen       | Laurent Vial           |
| 1984                  | Kim Eriksen            | John Carlsen           | Jesper Skibby          |
| 1985                  | Jeff Pierce            | Roy Knickman           | Marek Kuleszak         |
| 1986                  | Remig Stumpf           | Kari Myyryläinen       | Hartmut Bölts          |
| 1987                  | Roland Günther         | Frank Plambeck         | Peter Meinert-Nielsen  |
| 1988                  | Eric Cent              | Frank Plambeck         | Thomas Dürst           |
| 1989                  | Giovanni Lombardi      | Sigi Hobel             | Ed Kaczmarczyk         |
| 1990                  | Leo Peelen             | Giovanni Lombardi      | Rolf Aldag             |
| 1991                  | Steffen Wesemann       | Dan Frost              | Jan Bo Petersen        |
| 1992                  | Jan Bo Petersen        | Pavel Padrnos          | Uwe Berndt             |
| 1993                  | Ralf Schmidt           | Torsten Schmidt        | Glenn Magnusson        |
| 1994                  | Remigius Lupeikis      | Andreas Bach           | Ralf Koldewitz         |
| 1995                  | Jan Bo Petersen        | Ralf Koldewitz         | Andreas Walzer         |
| 1996                  | Guido Fulst            | André Kalfack          | Robert Bartko          |
| 1997                  | Jan Karlsson           | Sven Steiner           | Tayeb Braikia          |
| 1998                  | Giorgio Bosisio        | Stan Marschinke        | Enrico Poitschke       |
| 1999                  | Lars Schröder          | Paolo Ardizzi          | Björn Schröder         |
| 2000                  | Bernhard Bocian        | Gregorz Rosolinski     | Zbigniew Wyrzykowski   |
| Tour de Berlín        |                        |                        |                        |
| 2001                  | Andreas Günther        | Markus Fothen          | Björn Schröder         |
| 2002                  | Devid Garbelli         | Mirco Lorenzetto       | Maurizio Biondo        |
| 2003                  | Andreas Dietziker      | Stanislav Belov        | Christian Knees        |
| 2004                  | Tom Veelers            | Andreas Welsch         | Kasper Klostergaard    |
| 2005                  | Dominique Cornu        | Tiziano Dall'Antonia   | Christoph Meschenmoser |
| 2006                  | Alex Rasmussen         | Mark Cavendish         | Philipp Seubert        |
| 2007                  | Michael Franzl         | Frank Schulz           | Jörg Lehmann           |
| 2008                  | Travis Meyer           | Matthias Brändle       | Matt King              |
| 2009                  | Franz Schiewer         | Tom Relou              | Jakob Steigmiller      |
| 2010                  | Marc Goos              | Johannes Kahra         | Tino Thömel            |
| 2011                  | Jasha Sütterlin        | Thomas Koep            | Erick Rowsell          |
| 2012                  | Nikias Arndt           | Jan-Niklas Droste      | Stefan Poutsma         |
| 2013                  | Mathias Møller Nielsen | Sjors Roosen           | Lasse Norman Hansen    |
| 2014                  | Jochem Hoekstra        | Elmar Reinders         | Nils Politt            |
| 2015                  | Steven Lammertink      | Max Walscheid          | Aimé De Gendt          |
| 2016                  | Rémi Cavagna           | Maximilian Schachmann  | Kasper Asgreen         |

## Palmarés por países
| País           | Victorias |
| -------------- | --------- |
| Alemania       | 31        |
| Bélgica        | 6         |
| Dinamarca      | 6         |
| Países Bajos   | 6         |
| Noruega        | 3         |
| Italia         | 3         |
| Suecia         | 2         |
| Finlandia      | 1         |
| Estados Unidos | 1         |
| Lituania       | 1         |
| Polonia        | 1         |
| Suiza          | 1         |
| Australia      | 1         |
| Francia        | 1         |